# Крей
 Тази статия е за града във Франция.  За кантона вижте Крей (кантон).  
Крей (на френски: Creil) е град в северна Франция, административен център на кантон Крей в департамента Оаз на регион О дьо Франс. Населението му е около 34 300 души (2013).
Разположен е на 82 метра надморска височина в Парижкия басейн, на бреговете на река Оаз и на 45 километра северно от центъра на Париж. Селището се споменава за пръв път около 633 година, но започва да се разраства през XIX век като център на металургията, а по-късно и на автомобилостроенето.
Крей е център на агломерация със 104 000 жители, включваща още Анжикур, Бленкур ле Преси, Бренуй, Верньой ан Алат, Вилер Сен Пол, Вилер су Сен Льо, Кофри, Крамоази, Ленвил, Лианкур, Монвил, Монсо, Монтатер, Монши Сент Елоа, Ножан сюр Оаз, Преси сюр Оаз, Рантини, Рийо, Сен Льо д'Есеран, Сенкьо, Тиверни.

## Известни личности
Родени в Крей
- Линел Китамбала (р. 1988), футболист
- Шарл IV (1294 – 1328), крал